# Jurgen Gustaf Svanlood
Jurgen Gustaf Svanlood, född omkring 1661, död i februari 1716, var en svensk militär.
Jurgen Gustaf Svanlood var son till kapten Johan Svanlood och Margareta von Treiden. Han blev konstapel vid artilleriet i Reval 1681, förare vid överste Campenhausens regemente i Riga 1685, löjtnant vid Stralsundska infanteriregementet (överste Ridderhielms) 1697, kapten där 1700, kapten vid hertigens av Holstein livregemente samma år, livdrabant 1702, kapten i hertigen av Mecklenburgs tjänst 1703 och volontär vid Adam Philipp von Krassows armé 1708. Svanlood begav sig till Bender 1710, blev överstelöjtnant vid Stralsundska infanteriregementet 1711, sekundöverste samma år, blev fången vid kapitulationen i Tönningen 1713 men återkom till Sverige samma år. År 1713 blev kan kommendant i Stralsund och var överste och chef för Stralsundska infanteriregementet 1714–1716.